# Big Sky (Montana)
Big Sky è un census-designated place degli Stati Uniti d'America, nello stato del Montana, nella contea di Gallatin e in parte nella Contea di Madison. Nel 2010 contava 2 308 abitanti.

## Geografia fisica

### Territorio
Big Sky non è considerata una città in quanto il territorio si estende in due differenti contee.